# Смелянский пивоваренный завод
Смелянский пивоваренный завод — предприятие пищевой промышленности в городе Смела Смелянского района Черкасской области Украины, прекратившее своё существование.

## История
Небольшой пивоваренный завод в местечке Смела Черкасского уезда Киевской губернии Российской империи был построен в XIX веке, также здесь было организовано ремесленное производство деревянных бочек.
В 1898 году на пивоваренном заводе работало 9 рабочих, в этом году предприятие произвело продукции на сумму 22 280 рублей. После начала первой мировой войны в Российской империи был введён сухой закон и положение предприятия осложнилось. 

### 1918 - 1991
12 (25) ноября 1917 года на волостном съезде Советов было принято решение о установлении Советской власти в Смеле и волости, однако уже 1 марта 1918 года Смелу оккупировали австрийско-немецкие войска, которые оставались здесь до ноября 1918 года. В дальнейшем, до 9 января 1920 года селение оставалось в зоне боевых действий гражданской войны. После войны Смелянский пивоваренный завод восстановили.
В марте 1923 года Смела стала районным центром, а в 1926 году получила статус города районного подчинение, что способствовало её развитию как промышленного центра. В ходе индустриализации 1930-х годов завод был оснащён новым оборудованием.
В ходе Великой Отечественной войны 4 августа 1941 года город Смела был оккупирован немецкими войсками, 29 января 1944 - освобождён советскими войсками. Отступавшие гитлеровцы полностью разрушили железнодорожный узел, промышленные предприятия и предприятия коммунального хозяйства, здания школ и культурно-просветительских учреждений, а также свыше 870 жилых домов.
В соответствии с четвёртым пятилетним планом восстановления и развития народного хозяйства СССР было принято решение о восстановлении и расширении пивоваренного завода, и ещё до конца 1949 года он начал работу.
В период с 1950 до 1970 года завод был ещё раз реконструирован и его производительность увеличилась.
В целом, в советское время пивоваренный завод входил в число ведущих предприятий города.

### После 1991
После провозглашения независимости Украины государственное предприятие было приватизировано и реорганизовано в общество с ограниченной ответственностью. В условиях экономического кризиса 1990-х годов положение предприятия осложнилось. В 1998 году завод остановил работу.
В дальнейшем, завод был перерегистрирован как дочернее предприятие пивзавод "Салюс" фирмы ООО "Салюс", признан банкротом и прекратил своё существование.
В начале 2000-х годов городские власти Смелы предлагали здание завода в аренду в качестве инвестиционной площадки для организации здесь производства или использования в качестве склада.

## Продукция
Завод выпускал пиво нескольких сортов.